# Michael Hitchcock

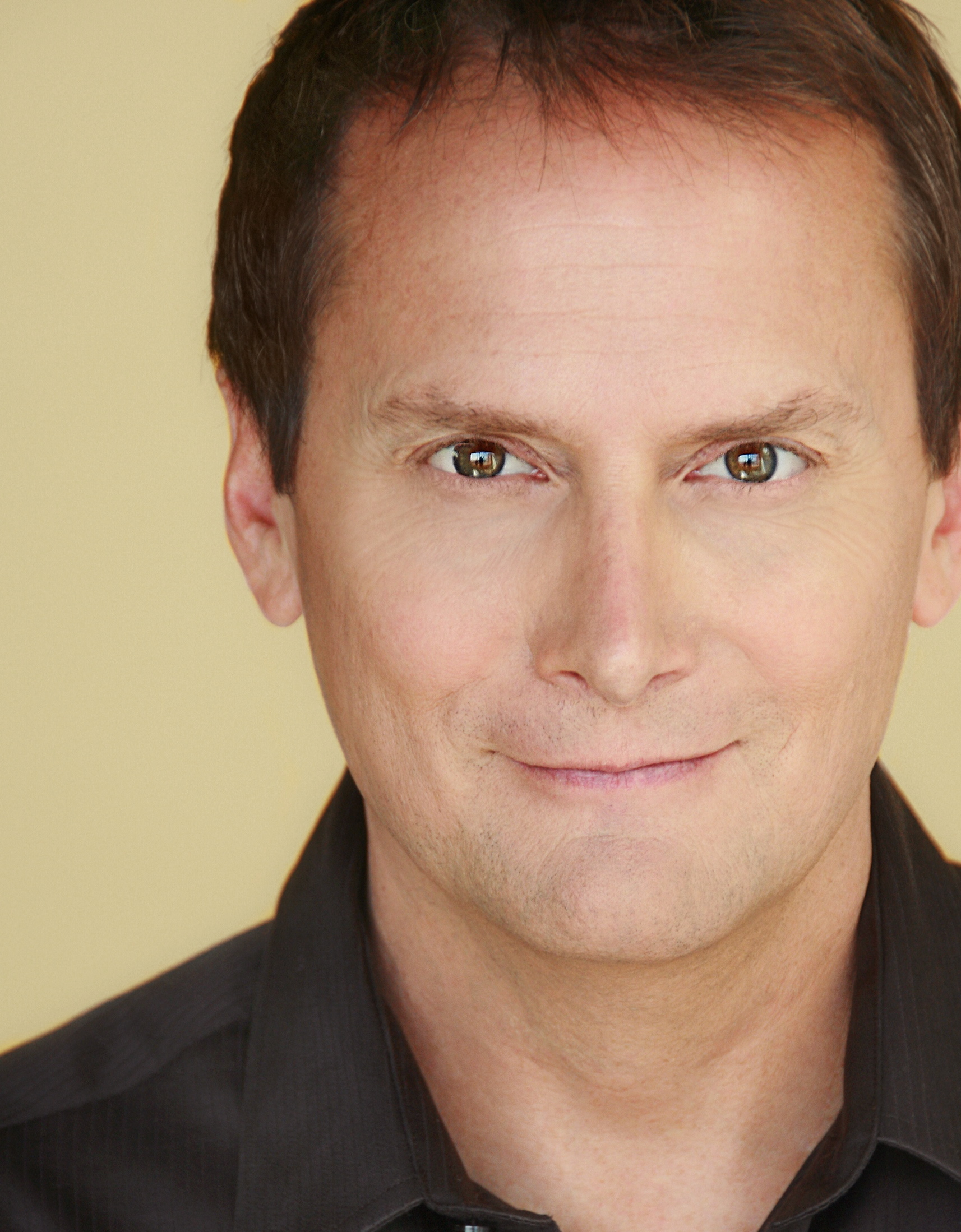
Michael Hitchcock, 2008

Michael Hitchcock (* 28. Juli 1958 in Defiance, Ohio) ist ein US-amerikanischer Schauspieler, Komiker, Drehbuchautor und Fernsehproduzent.

## Leben
Hitchcock besuchte die Lyons Township High School in La Grange, Illinois. Danach erwarb er einen Bachelor of Science an der Northwestern University und einen Master of Fine Arts an der University of California, Los Angeles. Seit 1988 war er schauspielerisch an rund 90 Produktionen beteiligt.
1999 wurde Hitchcock Autor der Fox Late Night Show.
Bei der CW-Fernsehserie war er Crazy Ex-Girlfriend in den ersten beiden Staffel Schauspieler, Autor und Co-Executive Producer. In beiden folgenden Staffeln stieg er zum Executive Producer auf.

## Filmographie (Auswahl)

### Schauspieler
- 1988: Das Camp des Grauens 2
- 1993: The Making of '...And God Spoke'
- 1996: Hausarrest
- 1996: Shooting Lily
- 1996: Wenn Guffman kommt
- 1998–1999: Auf schlimmer und ewig
- 1999: Can’t Stop Dancing
- 1999: Dill Scallion
- 1999: Happy, Texas
- 1999: New York Cops: NYPD Blue
- 1999: The Last Bandit
- 2000: Best in Show
- 2000–2001: Starlets
- 2001: Heartbreakers – Achtung: Scharfe Kurven!
- 2001–2007: MADtv
- 2002: Behind the Badge – Mord im Kleinstadtidyll
- 2002: Bug
- 2002: Religious Guy
- 2003: A Mighty Wind
- 2003: On the Spot
- 2003: Sol Goode
- 2003: Soul Mates
- 2004: Arrested Development
- 2004: Karen’s Roommate
- 2004: Las Vegas
- 2005: Desperate Housewives
- 2005: Greener Mountains
- 2005: High School Confidential
- 2005: Serenity Flucht in neue Welten
- 2005: The Bernie Mac Show
- 2006: Ab in den Knast
- 2006: Danny Roane: First Time Director
- 2006: Es lebe Hollywood
- 2006: Lovespring International
- 2006: Mike
- 2006: Tom Goes to the Mayor
- 2007: Born to Be Wild – Saumäßig unterwegs
- 2007: Case Closed
- 2007: Entourage
- 2007: Smiley Face – Was für ein Trip!
- 2007: The Captain
- 2007–2009: Head Case
- 2008: Major Movie Star
- 2008: Other Plans
- 2008: Pushing Daisies
- 2008: Young Person’s Guide to History
- 2009: Big Red
- 2009: Poolside
- 2009–2010: Men of a Certain Age
- 2009–2010: Zack & Cody an Bord
- 2009–2015: Glee
- 2010: For Christ’s Sake
- 2010: Operation: Endgame
- 2010: Party Down
- 2010: Pete Smalls Is Dead
- 2010: The League
- 2010: Tight
- 2010–2011: Taras Welten
- 2011: Brautalarm
- 2011: Easy to Assemble
- 2011: Lass es, Larry!
- 2011: Super 8
- 2011: Up All Night
- 2012: The Tonight Show with Jay Leno
- 2012–2013: The New Normal
- 2015: Addicted to Fresno
- 2015: Hot Girl Walks By
- 2015: Your Hands
- 2016: Idiotsitter
- 2016: Mascots
- 2016–2019: Crazy Ex-Girlfriend
- 2017: Hello from the Magic Tavern
- 2017: Nobodies
- 2017: People of Earth
- 2017: Veep: Die Vizepräsidentin
- 2018: Fortune Rookie
- 2018: Teachers
- 2018: Trial & Error
- 2020: Die Goldbergs
- 2020: Magic Camp
- 2020: Space Force
- 2020–2021: Black Monday
- 2020–2021: Bless the Harts
- 2021: Barb and Star Go to Vista Del Mar
- 2021: Tagebuch einer zukünftigen Präsidentin
- 2021: The Bystanders
- 2022: A League of Their Own
- 2022: Paul M. Riordan
- 2022: The Resort
- 2023: Puppy Love – Hunde zum Verlieben (Puppy Love)
- 2024: Reunion
- 2024: Nobody Wants This (Fernsehserie)

### Drehbuchautor
- 1988: Das Camp des Grauens 2
- 1989: Das Camp des Grauens 3
- 1992: Straßenkinder
- 1993: Der Dieb und der Schuster
- 1995: Ein Satansbraten zum Verlieben
- 1996: Hausarrest
- 2000: Hexen für die Schule des Satans
- 2000: Das ultimative Weihnachtsgeschenk
- 1999–2007: MADtv
- 2008: The Booby Lee Project
- 2009: Poolside
- 2011–2015: Glee
- 2015–2019: Crazy Ex-Girlfriend

### Producer
- 2001–2007: MADtv
- 2009: Poolside
- 2011–2015: Glee
- 2015–2019: Crazy Ex-Girlfriend